# Euphorbia rugosiflora
Espèce
Statut de conservation UICN

 EN D : En danger
Euphorbia rugosiflora est une espèce de plantes à fleurs de la famille des Euphorbiacées. C'est une plante succulente endémique du Zimbabwe.